# Copa Brigadas de Navarra
La Copa de las Brigadas de Navarra fue una competición futbolística organizada en el norte de la zona nacional de España, durante el transcurso de la Guerra Civil. De ámbito regional, fue organizada por la Federación Guipuzcoana de Fútbol en honor de las Brigadas de Navarra, un conjunto de unidades militares de requetés que participaron en la contienda bélica, y núcleo principal del Ejército Nacional que llevó a cabo la ofensiva de Vizcaya, incluyendo la decisiva conquista de Bilbao.
Este torneo y otro disputado en Galicia fueron el preludio de la reanudación de las competiciones a nivel nacional, cristalizado en el Torneo Nacional de Fútbol de 1939, reconocido décadas después por la Federación Española como la trigesimoquinta edición del Campeonato de España de Copa. De igual modo, la oficialidad de este certamen regional es cuestionado, si bien la misma Federación Española lo incluye entre el palmarés del equipo vencedor, el Deportivo Alavés.
Si bien no fue hasta el 1 de abril de 1939 cuando se reorganizó el estamento federativo nacional y con él las diversas competiciones, los esfuerzos provenían de años atrás. Ante la pasividad del ente (trasladado a Barcelona durante la contienda y dirigido por Ricardo Cabot) en lo referente a la coordinación de cualquier atisbo futbolístico, surge en 1937 en San Sebastián (en zona nacional o sublevada) una nueva federación que obtuvo legitimidad tras el reconocimiento de la FIFA. Finalizada la guerra, quedó esta como única Federación Nacional y Cabot pudo seguir ejerciendo su cargo.

## Equipos participantes
Programado para disputarse entre los seis clubes de primera categoría de la Federación Guipuzcoana, el Club Deportivo Baracaldo-Oriamendi alegó que debía participar en honor de sus patrios compañeros navarros: los fundadores del club eran de carácter carlista y tradicionalista, afines por tanto al movimiento nacional. La caída de Vizcaya supuso su resurgir y orígenes, al ser clausurados por los republicanos.
Mención merece el Club Deportivo Logroño, en visos de desaparecer, pero los requetés riojanos echaron mano de un puñado de futbolistas de la región para dar los últimos coletazos de la entidad en este torneo. Sus ya acuciantes deudas, sumadas al descenso deportivo y baja federativa, dieron finalmente con su disolución, y que no contendiera una vez retomadas las competiciones con el final de la guerra. Tras él fue fundado el Club Deportivo Logroñés.

Nombres y banderas de los equipos según la época.
| Equipos participantes   | Equipos participantes     | Equipos participantes | Equipos participantes | Equipos participantes | Equipos participantes | Equipos participantes  |
| ----------------------- | ------------------------- | --------------------- | --------------------- | --------------------- | --------------------- | ---------------------- |
| Donostia Foot-ball Club | C. D. Baracaldo-Oriamendi | Unión Club de Irún    | Deportivo Alavés      | Tolosa Foot-ball Club | Club Atlético Osasuna | Club Deportivo Logroño |